# Helena Bystrzanowska
Helena Bystrzanowska-Skwierczyńska właśc. Helena Ippoldt (ur. 26  czerwca 1910 w Krakowie, zm. 8 października 1979 w Otwocku) – polska aktorka teatralna i filmowa.

## Życiorys
Kształciła się w Krakowie, gdzie ukończyła Gimnazjum Rozwojowe im. ks. Stanisława Konarskiego oraz Szkołę Ekonomiczno-Handlową. Uczęszczała również do krakowskiej Miejskiej Szkoły Dramatycznej. W 1934 roku w Warszawie zdała eksternistyczny egzamin aktorski ZASP, do którego przygotowywała się pod kierunkiem Tadeusza Burnatowicza. W latach 1934–1936 występowała na deskach Teatru Wołyńskiego im. Juliusza Słowackiego w Łucku. Następnie była członkinią zespołów: Teatru Ziemi Pomorskiej w Toruniu (1936–1937), Stołecznego Teatru Powszechnego w Warszawie (1937–1938) oraz Teatrów Miejskich w Łodzi (1938–1939). Występowała wówczas pod nazwiskiem Ippoldt.
Po wybuchu II wojny światowej mieszkała najpierw w Warszawie, a następnie przeniosła się do Krakowa, gdzie pracowała jako kelnerka w kawiarni w Domu Plastyków przy ulicy Łobzowskiej 3 oraz jako ekspedientka w sklepie tytoniowym. Po wojnie przyjęła nazwisko Bystrzanowska, pod którym występowała w krakowskim Starym Teatrze (1945–1946). W 1946 roku wraz z mężem, Leopoldem Skwierczyńskim wyjechała do Wielkiej Brytanii, gdzie oboje w latach 1947-1953 prowadzili objazdowy polski Teatr "Komedia". Była również członkiem ZASP-u za Granicą. W latach 1953–1957 prowadziła własny sklep delikatesowy. W 1957 roku oboje  powrócili do Polski, gdzie od tegoż roku do śmierci grała w Teatrze Dramatycznym m.st. Warszawy. Wystąpiła również w dwunastu spektaklach Teatru Telewizji (1964-1973) oraz ośmiu audycjach Teatru Polskiego Radia (1962-1973). W 1977 roku została odznaczona Krzyżem Kawalerskim Orderu Odrodzenia Polski.
Została pochowana na cmentarzu Rakowickim w Krakowie.

## Filmografia
- Stajnia na Salvatorze (1967)
- Gra (1968) – kosmetyczka
- Zbrodniarz, który ukradł zbrodnię (1969) – Melania Roch, była pracownica sklepu Pałki, gosposia Leśniakiewiczów
- Dzięcioł (1970) – matka Ireny
- We dwoje (1977) – krawcowa